# 鮎喰川
鮎喰川（あくいがわ）は、徳島県名西郡神山町奥屋敷周辺を源流域とする吉野川水系の一級河川である。

## 地理
徳島県東部の名西郡神山町奥屋敷を源流とする。
吉野川の支流であり、河口から6 km上流（吉野川橋から1 km上流）の地点で吉野川に合流する。延長49 km、流域面積は198.7 km2である。
具体的には、徳島県東部の名西郡神山町奥屋敷の源流部から、神山町中部で御荷鉾構造線の鮎喰川断層で東流し、同町中津か北転して、さらに徳島市二本木町で東転した後に二宮町で再度北転して不動東町において吉野川に合流する。合流部は北に向かった扇状地を形成している。
鮎喰川扇状地の地下水（鮎喰川の地下水系）の主水源は鮎喰川の表流であることが知られている。この清らかな伏流水を活用して徳島市国府町では昔から藍染めが盛んであった。
この川の名前でもある鮎については、春先の水の豊富な時期に海から遡上した天然の鮎が中流に見られ、国府町の河川敷きには伏流水を活用した鮎の養殖場があり各地に出荷されている。

## 歴史
1927年（昭和2年）、流域で干害が発生。鮎喰川の水量減少は（入田村）に作られたコンクリート堰にあるとして下流（国府町、石井町、南井上村）の住民が抗議運動を展開。同年8月1日には、現地調査に来た県職員を拉致するなどの騒ぎに発展した。

## 主な支流
- 飯尾川
- 船戸谷川
- 金治谷川
- 鬼籠野谷川
- 広石谷川
- 上角谷川
- 野間谷川
- 高根谷川
- 左右山谷川
- 喜来谷川
- 神通谷川

## 橋梁
| 橋               | 道路                            | 備考 |
| ---------------- | ------------------------------- | ---- |
| 高徳線鮎喰川橋梁 | JR高徳線                        |      |
| 弁天橋           | 徳島県道41号徳島北灘線          |      |
| 不動橋           | 徳島県道・香川県道1号徳島引田線 |      |
| 中鮎喰橋         | 徳島県道30号徳島鴨島線          |      |
| 徳島線鮎喰川橋梁 | JR徳島線                        |      |
| 上鮎喰橋         | 国道192号                       |      |
| 一宮橋           | 徳島県道207号鬼籠野国府線       |      |
| 染瀬橋           |                                 |      |
| 入田春日橋       |                                 |      |
| 阿野橋           | 徳島県道123号神山国府線         |      |

他

## 自然景勝地
- 雨乞の滝（日本の滝百選）
- 建治の滝
- 西竜王山
- 鮎喰川河川敷緑地
- 徳島市民島田運動広場